# نوربرت إليوت
نوربرت إليوت (بالإنجليزية: Norbert Elliott) هو منافس ألعاب قوى باهاماسي، ولد في 6 نوفمبر 1962.

## وصلات خارجية
- نوربرت إليوت على موقع الاتحاد الدولي لألعاب القوى (الإنجليزية)
- نوربرت إليوت على موقع أوليمبيديا (الإنجليزية)